# Atletismo nos Jogos Pan-Americanos de 1999
O atletismo nos Jogos Pan-Americanos de 1999 foi realizado em Winnipeg, Canadá.

## Medalhistas
Masculino
| Evento                              | Ouro                                                                          | Ouro     | Prata                                                                              | Prata    | Bronze                                                                        | Bronze   |
| ----------------------------------- | ----------------------------------------------------------------------------- | -------- | ---------------------------------------------------------------------------------- | -------- | ----------------------------------------------------------------------------- | -------- |
| 100 metros detalhes                 | Bernard Williams USA Estados Unidos                                           | 10.08    | Freddy Mayola CUB Cuba                                                             | 10.10    | Claudinei Quirino BRA Brasil                                                  | 10.13    |
| 200 metros detalhes                 | Claudinei Quirino BRA Brasil                                                  | 20.30    | Curtis Perry USA Estados Unidos                                                    | 20.58    | Sebastián Keitel CHI Chile                                                    | 20.82    |
| 400 metros detalhes                 | Greg Haughton JAM Jamaica                                                     | 44.59    | Danny McCray USA Estados Unidos                                                    | 44.83    | Alejandro Cárdenas MEX México                                                 | 44.92    |
| 800 metros detalhes                 | Johnny Gray USA Estados Unidos                                                | 1:45.38  | Norberto Téllez CUB Cuba                                                           | 1:45.40  | Zach Whitmarsh CAN Canadá                                                     | 1:45.94  |
| 1500 metros detalhes                | Graham Hood CAN Canadá                                                        | 3:41.20  | Michael Stember USA Estados Unidos                                                 | 3:41.96  | Hudson de Souza BRA Brasil                                                    | 3:42.18  |
| 5000 metros detalhes                | David Galván MEX México                                                       | 13:42.04 | Elenilson da Silva BRA Brasil                                                      | 13:43.13 | Jeff Schiebler CAN Canadá                                                     | 13:43.66 |
| 10000 metros detalhes               | Elenilson da Silva BRA Brasil                                                 | 28:43.50 | David Galván MEX México                                                            | 28:44.03 | Pete Julian USA Estados Unidos                                                | 28:44.55 |
| 4x100 metros detalhes               | Édson Ribeiro Raphael de Oliveira André Domingos Claudinei Quirino BRA Brasil | 38.18    | Glenroy Gilbert Trevino Betty Donovan Bailey Brad McCuaig CAN Canadá               | 38.49    | Patrick Jarrett Dwight Thomas Garth Robinson Christopher Williams JAM Jamaica | 38.82    |
| 4x400 metros detalhes               | Davian Clarke Michael McDonald Danny McFarlane Gregory Haughton JAM Jamaica   | 2:57.97  | Sanderlei Parrela Claudinei Quirino Eronilde Araújo Anderson dos Santos BRA Brasil | 2:58.56  | Deon Minor Torrance Zellner Alvin Harrison Danny McCray USA Estados Unidos    | 3:00.94  |
| 110 metros com barreiras detalhes   | Anier García CUB Cuba                                                         | 13.17    | Yoel Hernández CUB Cuba                                                            | 13.24    | Eugene Swift USA Estados Unidos                                               | 13.41    |
| 400 metros com barreiras detalhes   | Eronilde Araújo BRA Brasil                                                    | 48.23    | Eric Thomas USA Estados Unidos                                                     | 48.40    | Torrance Zellner USA Estados Unidos                                           | 48.45    |
| 3000 metros com obstáculos detalhes | Joël Bourgeois CAN Canadá                                                     | 8:35.03  | Francis O'Neill USA Estados Unidos                                                 | 8:35.73  | Jean-Nicolas Duval CAN Canadá                                                 | 8:39.52  |
| 20km marcha atlética detalhes       | Bernardo Segura MEX México                                                    | 1:20:17  | Daniel García MEX México                                                           | 1:20:28  | Jefferson Pérez ECU Equador                                                   | 1:20:46  |
| 50km marcha atlética detalhes       | Joel Sánchez MEX México                                                       | 4:06:31  | Carlos Mercenario MEX México                                                       | 4:09:48  | Philip Dunn USA Estados Unidos                                                | 4:13:45  |
| Maratona detalhes                   | Vanderlei de Lima BRA Brasil                                                  | 2:17:20  | Rubén Maza VEN Venezuela                                                           | 2:19:56  | Éder Fialho BRA Brasil                                                        | 2:20:09  |
| Salto em distância detalhes         | Iván Pedroso CUB Cuba                                                         | 8,52m    | Kareem Streete-Thompson CAY Ilhas Cayman                                           | 8,12m    | Luiz Meliz CUB Cuba                                                           | 8,06m    |
| Salto triplo detalhes               | Yoelbi Quesada CUB Cuba                                                       | 17,19m   | LaMark Carter USA Estados Unidos                                                   | 17,09m   | Michael Calvo CUB Cuba                                                        | 17,03m   |
| Salto em altura detalhes            | Kwaku Boateng CAN Canadá Mark Boswell CAN Canadá                              | 2,25m    | Nenhum                                                                             | .        | Charles Clinger USA Estados Unidos                                            | 2,25m    |
| Salto com vara detalhes             | Pat Manson USA Estados Unidos                                                 | 5,60m    | Scott Hennig USA Estados Unidos                                                    | 5,55m    | Jason Pearce CAN Canadá                                                       | 5,30m    |
| Arremesso de peso detalhes          | Brad Mears USA Estados Unidos                                                 | 19,93m   | Jamie Beyer USA Estados Unidos                                                     | 18,95m   | Brad Snyder CAN Canadá                                                        | 18,74m   |
| Lançamento de disco detalhes        | Anthony Washington USA Estados Unidos                                         | 64,25m   | Alexis Elizalde CUB Cuba                                                           | 61,99m   | Jason Tunks CAN Canadá                                                        | 61,75m   |
| Lançamento de dardo detalhes        | Emeterio González CUB Cuba                                                    | 77,46m   | Máximo Rigondeaux CUB Cuba                                                         | 76,24m   | Tom Petranoff USA Estados Unidos                                              | 75,95m   |
| Lançamento de martelo detalhes      | Lance Deal USA Estados Unidos                                                 | 79,61m   | Kevin McMahon USA Estados Unidos                                                   | 73,41m   | Juan Ignacio Cerra ARG Argentina                                              | 70,68m   |
| Decatlo detalhes                    | Chris Huffins USA Estados Unidos                                              | 8170 pts | Dan Steele USA Estados Unidos                                                      | 8070 pts | Raúl Duany CUB Cuba                                                           | 7730 pts |

Feminino
| Evento                            | Ouro                                                                       | Ouro     | Prata                                                                              | Prata    | Bronze                                                                        | Bronze   |
| --------------------------------- | -------------------------------------------------------------------------- | -------- | ---------------------------------------------------------------------------------- | -------- | ----------------------------------------------------------------------------- | -------- |
| 100 metros detalhes               | Chandra Sturrup BAH Bahamas                                                | 11.10    | Angela Williams USA Estados Unidos                                                 | 11.16    | Peta-Gaye Gayle JAM Jamaica                                                   | 11.20    |
| 200 metros detalhes               | Debbie Ferguson BAH Bahamas                                                | 22.83    | Lucimar de Moura BRA Brasil                                                        | 23.03    | Felipa Palacios COL Colômbia                                                  | 23.05    |
| 400 metros detalhes               | Ana Guevara MEX México                                                     | 50.91    | Michelle Collins USA Estados Unidos                                                | 51.21    | Claudine Williams JAM Jamaica                                                 | 51.58    |
| 800 metros detalhes               | Letitia Vriesde SUR Suriname                                               | 1:59.95  | Zulia Calatayud CUB Cuba                                                           | 2:00.67  | Meredith Valmon USA Estados Unidos                                            | 2:01.51  |
| 1500 metros detalhes              | Marla Runyan USA Estados Unidos                                            | 4:16.86  | Leah Pells CAN Canadá                                                              | 4:16.86  | Stephanie Best USA Estados Unidos                                             | 4:18.44  |
| 5000 metros detalhes              | Adriana Fernández MEX México                                               | 15:56.57 | Bertha Sánchez MEX México                                                          | 15:59.04 | Blake Phillips USA Estados Unidos                                             | 15:59.77 |
| 10000 metros detalhes             | Nora Rocha MEX México                                                      | 32:56.51 | Stella Castro COL Colômbia                                                         | 33:05.97 | Tina Connelly CAN Canadá                                                      | 33:27.87 |
| 4x100 metros detalhes             | Peta-Gaye Dowdie Beverly Grant Kerry-Ann Richards Aleen Bailey JAM Jamaica | 42:62    | Angela Williams Shelia Burrell Torri Edwards Passion Richardson USA Estados Unidos | 43:27    | Miladis Lazo Mercedes Carnesolta Virgen Benavides Idalia Hechavarría CUB Cuba | 43:52    |
| 4x400 metros detalhes             | Zulia Calatayud Julia Duporty Idalmis Bonne Daimí Pernía CUB Cuba          | 3:26.70  | Andrea Anderson Shanelle Porter Michelle Collins Yulanda Nelson USA Estados Unidos | 3:27.50  | Andrea Blackett Tanya Oxley Joanne Durant Melissa Straker BAR Barbados        | 3:30.72  |
| 100 metros com barreiras detalhes | Aliuska López CUB Cuba                                                     | 12.76    | Maurren Maggi BRA Brasil                                                           | 12.86    | Miesha McKelvy USA Estados Unidos                                             | 12.91    |
| 400 metros com barreiras detalhes | Daimí Pernía CUB Cuba                                                      | 53.44    | Andrea Blackett BAR Barbados                                                       | 53.98    | Michelle Johnson USA Estados Unidos                                           | 54.22    |
| 20km marcha atlética detalhes     | Graciela Mendoza MEX México                                                | 1:34:19  | Rosario Sánchez MEX México                                                         | 1:34:46  | Michelle Rohl USA Estados Unidos                                              | 1:35:22  |
| Maratona detalhes                 | Erika Olivera CHI Chile                                                    | 2:37:41  | Iglandini González COL Colômbia                                                    | 2:40:06  | Viviany de Oliveira BRA Brasil                                                | 2:40:55  |
| Salto em distância detalhes       | Maurren Maggi BRA Brasil                                                   | 6,59m    | Angie Brown USA Estados Unidos                                                     | 6,51m    | Elva Goulbourne JAM Jamaica                                                   | 6,41m    |
| Salto triplo detalhes             | Yamilé Aldama CUB Cuba                                                     | 14,77m   | Suzette Lee JAM Jamaica                                                            | 14,09m   | Magdelín Martínez CUB Cuba                                                    | 13,98m   |
| Salto em altura detalhes          | Solange Witteveen ARG Argentina                                            | 1,88m    | Luciane Dambacher BRA Brasil                                                       | 1,85m    | Nicole Forrester CAN Canadá                                                   | 1,85m    |
| Salto com vara detalhes           | Alejandra García ARG Argentina                                             | 4,30m    | Kellie Suttle USA Estados Unidos                                                   | 4,25m    | Déborah Gyurcsek URU Uruguai                                                  | 4,15m    |
| Arremesso de peso detalhes        | Connie Price-Smith USA Estados Unidos                                      | 19,06m   | Yumileidi Cumbá CUB Cuba                                                           | 18,67m   | Teri Tunks USA Estados Unidos                                                 | 18,03m   |
| Lançamento de disco detalhes      | Aretha Hill USA Estados Unidos                                             | 59,06m   | Kris Kuehl USA Estados Unidos                                                      | 57,21m   | Anaelys Fernández CUB Cuba                                                    | 56,32m   |
| Lançamento de dardo detalhes      | Osleidys Menéndez CUB Cuba                                                 | 65,85m   | Xiomara Rivero CUB Cuba                                                            | 62,46m   | Laverne Eve BAH Bahamas                                                       | 61,24m   |
| Lançamento de martelo detalhes    | Dawn Ellerbe USA Estados Unidos                                            | 65,36m   | Yipsi Moreno CUB Cuba                                                              | 63,03m   | Caroline Wittrin CAN Canadá                                                   | 61,28m   |
| Heptatlo detalhes                 | Magalys García CUB Cuba                                                    | 6290 pts | Shelia Burrell USA Estados Unidos                                                  | 6244 pts | Nicole Haynes USA Estados Unidos                                              | 6000 pts |

## Quadro de medalhas do atletismo
| Ordem | País               | Medalha de ouro | Medalha de prata | Medalha de bronze |     |
| ----- | ------------------ | --------------- | ---------------- | ----------------- | --- |
| 1     | USA Estados Unidos | 11              | 18               | 15                | 44  |
| 2     | CUB Cuba           | 10              | 9                | 6                 | 25  |
| 3     | MEX México         | 7               | 5                | 1                 | 13  |
| 4     | BRA Brasil         | 6               | 5                | 4                 | 15  |
| 5     | CAN Canadá         | 4               | 2                | 9                 | 15  |
| 6     | JAM Jamaica        | 3               | 1                | 4                 | 8   |
| 7     | ARG Argentina      | 2               |                  | 1                 | 3   |
|       | BAH Bahamas        | 2               |                  | 1                 | 3   |
| 9     | CHI Chile          | 1               |                  | 1                 | 2   |
| 10    | SUR Suriname       | 1               |                  |                   | 1   |
| 11    | COL Colômbia       |                 | 2                | 1                 | 3   |
| 12    | BAR Barbados       |                 | 1                | 1                 | 2   |
| 13    | CAY Ilhas Cayman   |                 | 1                |                   | 1   |
|       | VEN Venezuela      |                 | 1                |                   | 1   |
| 15    | ECU Equador        |                 |                  | 1                 | 1   |
|       | URU Uruguai        |                 |                  | 1                 | 1   |
| TOTAL | TOTAL              | 47              | 45               | 46                | 138 |